# Síndrome de Doege-Potter
A síndrome de Doege-Potter é uma síndrome paraneoplásica onde a hipoglicemia está relacionada com o aparecimento de tumores em ilhotas não fibrosas da cavidade pleural. A hipoclicemia resulta da produção de IGF-2 pelos tumores. Tem baixa taxa de malignidade, sendo descrita por Doege e Potter em 1930. O tratamento consiste na retirada dos tumores. Trata-se de um transtorno raro, havendo menos de cem casos relatados em 1976. É mais comum entre a sexta e a sétima década de vida, afetando ambos os sexos igualmente.